# Żukowo
Żukowo (kasjubiska: Żukòwò, tyska: Zuckau) är en stad i Pommerns vojvodskap i Kasjubien. 